# Emily DiDonato

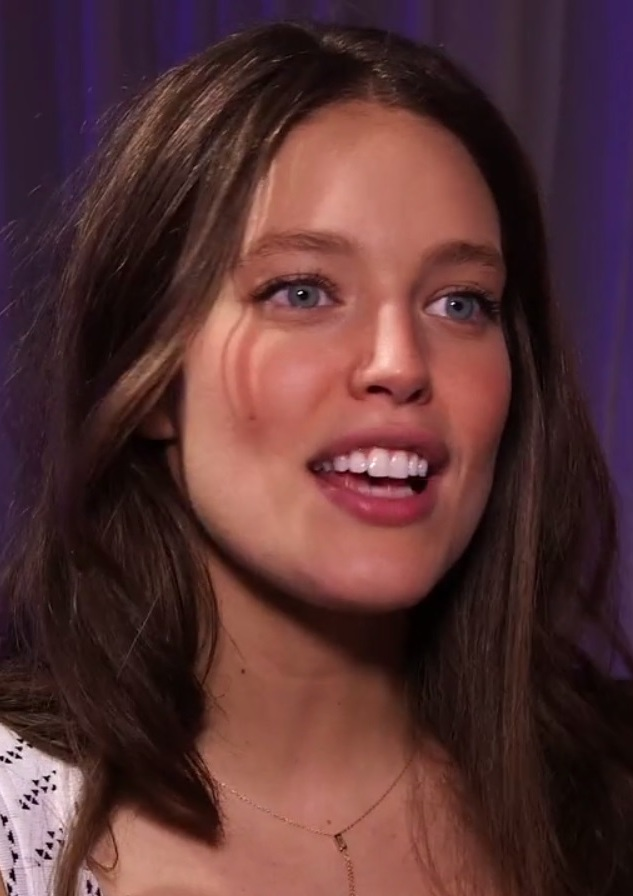
Emily DiDonato (2016)

Emily DiDonato (* 24. Februar 1991 in New York City) ist ein US-amerikanisches Model.

## Karriere
DiDonato ist irischer und italienischer Abstammung und wuchs im Orange County im Staat New York auf. Nachdem ein Freund der Familie sie zum Modeln bewegt hatte, unterschrieb sie 2008 einen Vertrag mit Request Model Management. DiDonato wurde für die Kampagnen von GUESS und Ralph Lauren Rugby für das Frühjahr 2009 gebucht. Im Mai 2009 gelang ihr der Durchbruch, als sie eines der Gesichter für Maybelline wurde. Im August 2009 folgte eine Zusammenarbeit mit Victoria’s Secret. Ihr erstes Cover hatte sie 2009 auf der Oktober-Ausgabe des Magazins The Block’s.
Vor der New York Modewoche 2009 wurde sie von der deutschen Vogue als „Top Newcomer“ bezeichnet.
2010 wurde DiDonato das Gesicht von Giorgio Armanis Parfüm Acqua di Gioia.

## Agenturen
- Request Model Management (New York)
- Marilyn Agency (Paris)